# Vindornyaszőlős
Vindornyaszőlős is een plaats (község) en gemeente in het Hongaarse comitaat Zala. Vindornyaszőlős telt 410 inwoners (2001).